# USS Hollister (DD-788)
USS Hollister (DD-788) là một tàu khu trục lớp Gearing được Hải quân Hoa Kỳ chế tạo vào giai đoạn cuối Chiến tranh Thế giới thứ hai. Nó là chiếc tàu chiến duy nhất của Hải quân Mỹ được đặt theo tên ba anh em Hollister (Lyle Eugene Hollister, William Howard Hollister và Richard Jerome Hollister), tất cả đều tử trận năm 1943 khi phục vụ cùng Hải quân Hoa Kỳ. Hoàn tất khi chiến tranh đã kết thúc, con tàu tiếp tục phục vụ trong giai đoạn Chiến tranh Lạnh, Chiến tranh Triều Tiên và Chiến tranh Việt Nam cho đến khi ngừng hoạt động năm 1979. Con tàu được chuyển cho Đài Loan năm 1983 và tiếp tục phục vụ cùng Hải quân Trung Hoa dân quốc như là chiếc ROCS Shao Yang (DD-29/DDG-929) cho đến năm 2004. Số phận của nó hiện không rõ.

## Thiết kế và chế tạo
Hollister được đặt lườn tại xưởng tàu của hãng Todd Shipyard ở Seattle, Washington vào ngày 18 tháng 1 năm 1945. Nó được hạ thủy vào ngày 9 tháng 10 năm 1945; được đỡ đầu bởi bà Howard J. Hollister, mẹ của ba anh em Hollister, và nhập biên chế vào ngày 29 tháng 3 năm 1946 dưới quyền chỉ huy của Hạm trưởng, Trung tá Hải quân W. T. Samuels.

## Lịch sử hoạt động

### 1946 - 1950
Sau khi hoàn tất chạy thử máy dọc theo vùng bờ biển California, Hollister khởi hành từ San Diego, California vào ngày 9 tháng 11 năm 1946 để đi sang hoạt động tại khu vực Tây Thái Bình Dương. Đi đến Thượng Hải, Trung Quốc vào ngày 1 tháng 12, nó đi đến ngoài khơi Nam Triều Tiên một tháng sau đó để trợ giúp chính phủ nước này chống buôn lậu. Nó tiếp tục phục vụ tại Viễn Đông cho đến khi quay trở về San Diego vào ngày 22 tháng 6 năm 1947, và trong hơn một năm tiếp theo đã hoạt động thực hành huấn luyện và tập trận hạm đội dọc theo vùng bờ Tây Hoa Kỳ.
Hollister lên đường vào ngày 1 tháng 9 năm 1948 cho lượt phục vụ thứ hai tại Tây Thái Bình Dương, nơi nó tham gia các hoạt động gìn giữ hòa bình cùng Đệ Thất hạm đội. Con tàu quay trở về Long Beach vào ngày 24 tháng 4 năm 1949 và tiếp tục hoạt động tại vùng biển ngoài khơi California cho đến tháng 7 năm 1950.

### Chiến tranh Triều Tiên
Ngay sau khi quân đội Bắc Triều Tiên vượt vĩ tuyến 38 tấn công xuống lãnh thổ Nam Triều Tiên vào ngày 25 tháng 6 năm 1950, khiến Chiến tranh Triều Tiên bùng nổ, Hoa Kỳ huy động phần lớn sức mạnh quân sự để ngăn chặn cuộc xâm chiếm. Hollister nằm trong số những tàu chiến đầu tiên tại vùng bờ Tây được huy động để gấp rút chuyển sang vùng chiến sự. Nó rời San Diego vào ngày 5 tháng 7, và sau khi được phối thuộc cùng Lực lượng Đặc nhiệm 77 ngoài khơi bán đảo Triều Tiên, nó phục vụ trong vai trò canh phòng máy bay và hộ tống bảo vệ các tàu sân bay. Đến giữa tháng 9, nó được điều động tham gia chiến dịch đổ bộ lên Inchon.
Theo sáng kiến của Thống tướng Douglas MacArthur, Tổng tư lệnh lực lượng Liên Hợp Quốc tại Triều Tiên, cuộc đổ bộ lên Inchon là một đòn tấn công bọc sườn mang tính bước ngoặt, mang lại hiệu quả đáng kể khi gây rối loạn việc vận chuyển lực lượng và tiếp liệu của đối phương. James E. Kyes đã có mặt ngoài khơi Inchon vào ngày 15 tháng 9, đúng ngày D của kế hoạch đổ bộ, và bảo vệ cho các tàu sân bay nhanh khi máy bay của nó không kích chuẩn bị cho cuộc đổ bộ. Đến cuối tháng 9, chiếc tàu khu trục được cho tách ra để làm nhiệm vụ bắn phá các vị trí do đối phương chiếm đóng, hỗ trợ cho cuộc tiến quân của lực lượng Đồng Minh.
Sang đầu tháng 11, Hollister chuyển sang hoạt động tuần tra tại eo biển Đài Loan nhằm ngăn ngừa xung đột giữa lực lượng Trung Cộng với phe Quốc dân Đảng dưới quyền Tưởng Giới Thạch đã di tản khỏi lục địa và rút lui về Đài Loan. Tuy nhiên do việc lực lượng Chí nguyện quân Trung Quốc vượt sông Áp Lục tấn công lực lượng Liên Hợp Quốc nhằm hỗ trợ cho phía Bắc Triều Tiên, lực lượng Đồng Minh buộc phải rút lui. Chiếc tàu khu trục được gọi quay trở lại Triều Tiên vào giữa tháng 12 để hỗ trợ cho cuộc triệt thoái lực lượng khỏi Hŭngnam. Nó tiếp tục hoạt động tuần tra và can thiệp, bắn phá bờ biển và hỗ trợ trận chiến trên bộ cho đến khi quay trở về San Diego vào ngày 11 tháng 4 năm 1951.
Hollister hoạt động thường lệ tại khu vực San Diego cho đến khi nó tham gia trở lại cuộc chiến tranh Triều Tiên một năm sau đó. Vào cuối tháng 4, 1955, nó phục vụ cùng Lực lượng Đặc nhiệm 77, bao gồm các hoạt động hỗ trợ hỏa lực, tuần tra và hộ tống chống tàu ngầm cho các tàu sân bay. Con tàu tham gia tuần tra tại eo biển Đài Loan vào tháng 8, rồi quay trở lại hoạt động ngoài khơi Triều Tiên trước khi quay trở về San Diego vào ngày 18 tháng 11.

### 1953 - 1960
Hollister tiếp tục hoạt động từ căn cứ San Diego cho đến ngày 21 tháng 7, 1953, khi nó lên đường cho một lượt phục vụ khác tại Viễn Đông. Nó đã tuần tra tại cả vùng biển Triều Tiên cũng như tại eo biển Đài Loan, và sau sáu tháng hoạt động nó lên đường quay trở về nhà vào ngày 19 tháng 2, 1954. Sang tháng 9, nó lại được phái sang khu vực Tây Thái Bình Dương vào lúc xảy ra cuộc Khủng hoảng eo biển Đài Loan, do phe Trung Cộng nả pháo xuống các đảo Mã Tổ và Kim Môn còn do phía Quốc Dân Đảng kiểm soát. Trong ba tháng nó đã thực hành tìm-diệt chống tàu ngầm ngoài khơi Nhật Bản và tuần tra trong biển Đông. Vào cuối tháng 1, 1955, nó phục vụ cùng Đệ Thất hạm đội trong hoạt động triệt thoái binh lính và thường dân theo phe Quốc Dân Đảng triệt thoái khỏi quần đảo Đại Trần trước khi quay trở về San Diego vào ngày 13 tháng 3.
Hollister lại được phái sang Viễn Đông trong một chuyến đi khác, kéo dài từ ngày 27 tháng 9, 1955 đến ngày 11 tháng 3, 1956. Con tàu ở lại vùng bờ Tây trong sáu tháng trước khi lên đường cho một lượt biệt phái khác cùng Đệ Thất hạm đội, lần này đã ghé viếng thăm Samoa, New Zealand, Manus và Guam trước khi đi đến biển Đông. Trong tháng 1 và tháng 2, 1957, nó tuần tra tại eo biển Đài Loan, rồi thực hành huấn luyện ngoài khơi Nhật Bản trước khi quay trở về San Diego vào ngày 24 tháng 3.
Hollister lên đường vào ngày 25 tháng 10 cho lượt phục vụ thứ chín tại khu vực Tây Thái Bình Dương. Sang đầu năm 1958 nó hoạt động cùng các đơn vị thuộc Đệ Thất hạm đội trong hoạt động tuần tra tại eo biển Đài Loan; các đơn vị này đã được đặt trong tình trạng báo động khi nổ ra âm mưu ám sát Tổng thống Sukarno tại Indonesia. Chiếc tàu khu trục quay trở về San Diego vào ngày 23 tháng 4, nhưng lại trở sang khu vực Tây Thái Bình Dương một lần nữa vào ngày 18 tháng 12 để hoạt động cùng Đệ Thất hạm đội. Quay trở về San Diego vào ngày 13 tháng 6, 1959, nó hoạt động huấn luyện chiến thuật và bảo trì từ cảng nhà này. Con tàu lại khởi hành vào ngày 6 tháng 2, 1960 cho lượt phục vụ thứ mười một tại khu vực Tây Thái Bình Dương, khởi đầu bằng việc tuần tra tại eo biển Đài Loan. Sau đó nó tham gia nhiều đợt tập trận chống tàu ngầm cùng Hải quân Philippine trước khi quay trở về San Diego vào ngày 14 tháng 6, tiếp nối các hoạt động huấn luyện thường lệ tại chỗ.

### 1961 - 1967
Hollister đi vào Xưởng hải quân Puget Sound vào ngày 15 tháng 3, 1961 để được nâng cấp trong khuôn khổ Chương trình Hồi sinh và Hiện đại hóa Hạm đội (FRAM: Fleet Rehabilitation and Modernization), nhằm kéo dài tuổi thọ phục vụ thêm 15-20 năm. Con tàu cũng được bổ sung thiết bị điện tử và cảm biến hiện đại, cùng sàn đáp và hầm chứa để vận hành máy bay trực thăng không người lái chống tàu ngầm Gyrodyne QH-50 DASH. Công việc trong xưởng tàu kéo dài cho đến hết năm đó, và sau một lượt huấn luyện ôn tập, nó khởi hành từ Long Beach, California vào ngày 7 tháng 6, 1962 cho một đợt phục vụ cùng Đệ Thất hạm đội. Chuyến đi này lại cùng khớp với những biến động chính trị và quân sự tại Lào, đe dọa đến an ninh của Thái Lan. Con tàu đã ở lại khu vực Viễn Đông cho đến ngày 21 tháng 12, khi nó về đến Long Beach, và trong suốt năm 1963 cho đến đầu năm 1964, chiếc tàu khu trục tiến hành thực tập bắn phá bờ biển và chống tàu ngầm dọc theo bờ biển California và tại khu vực Hawaii.
Cùng một đội đặc nhiệm chống tàu ngầm khởi hành từ Long Beach, California vào ngày 19 tháng 6, 1964, Hollister hướng đến Trân Châu Cảng, đến nơi vào ngày 27 tháng 6. Sau khi đi đến Nhật Bản, nó được huy động vào việc tuần tra đề phòng bất trắc tại biển Đông từ ngày 4 tháng 8, sau khi xảy ra sự kiện Vịnh Bắc bộ. Con tàu tiếp tục luân phiên những chuyến tuần tra ngoài khơi bờ biển Việt Nam cùng các hoạt động khác cho đến ngày 17 tháng 11. Quay trở lại Nhật Bản, nó khởi hành từ Yokosuka vào ngày 23 tháng 12 để quay trở về Hoa Kỳ, về đến Long Beach vào ngày 6 tháng 1, 1965. Sau một đợt đại tu kéo dài ba tháng, nó tiếp tục hoạt động huấn luyện từ ngày 28 tháng 5 đến ngày 20 tháng 8 trước khi lại được phái sang Viễn Đông.
Hollister hoạt động tuần tra tại eo biển Đài Loan từ ngày 14 tháng 9, 1965, rồi đi đến vịnh Subic, Philippines vào ngày 22 tháng 9 để phục vụ canh phòng máy bay cho Bon Homme Richard (CV-31), hộ tống chiếc tàu sân bay đi sang trạm Yankee ngoài khơi bờ biển Bắc Việt Nam. Trong những tháng tiếp theo không lực từ chiếc tàu sân bay đã ném bom những mục tiêu tại Bắc Việt Nam trong khuôn khổ cuộc Chiến tranh Việt Nam. Chiếc tàu khu trục rời trạm Yankee vào ngày 19 tháng 12, đi đến Yokosuka vào ngày 30 tháng 12, rồi lên đường vào ngày hôm sau để quay trở về Hoa Kỳ. Sau sáu tháng sửa chữa và huấn luyện, nó rời Long Beach vào ngày 25 tháng 6, 1966 cho một đợt hoạt động khác tại khu vực Tây Thái Bình Dương. Đi đến vùng chiến sự vào ngày 15 tháng 7, nó tiếp tục hộ tống cho các tàu sân bay đồng thời tuần tra ngăn chặn việc vận chuyển lực lượng và vũ khí từ Bắc Việt Nam xuống Nam Việt Nam.

### 1967 - 1979

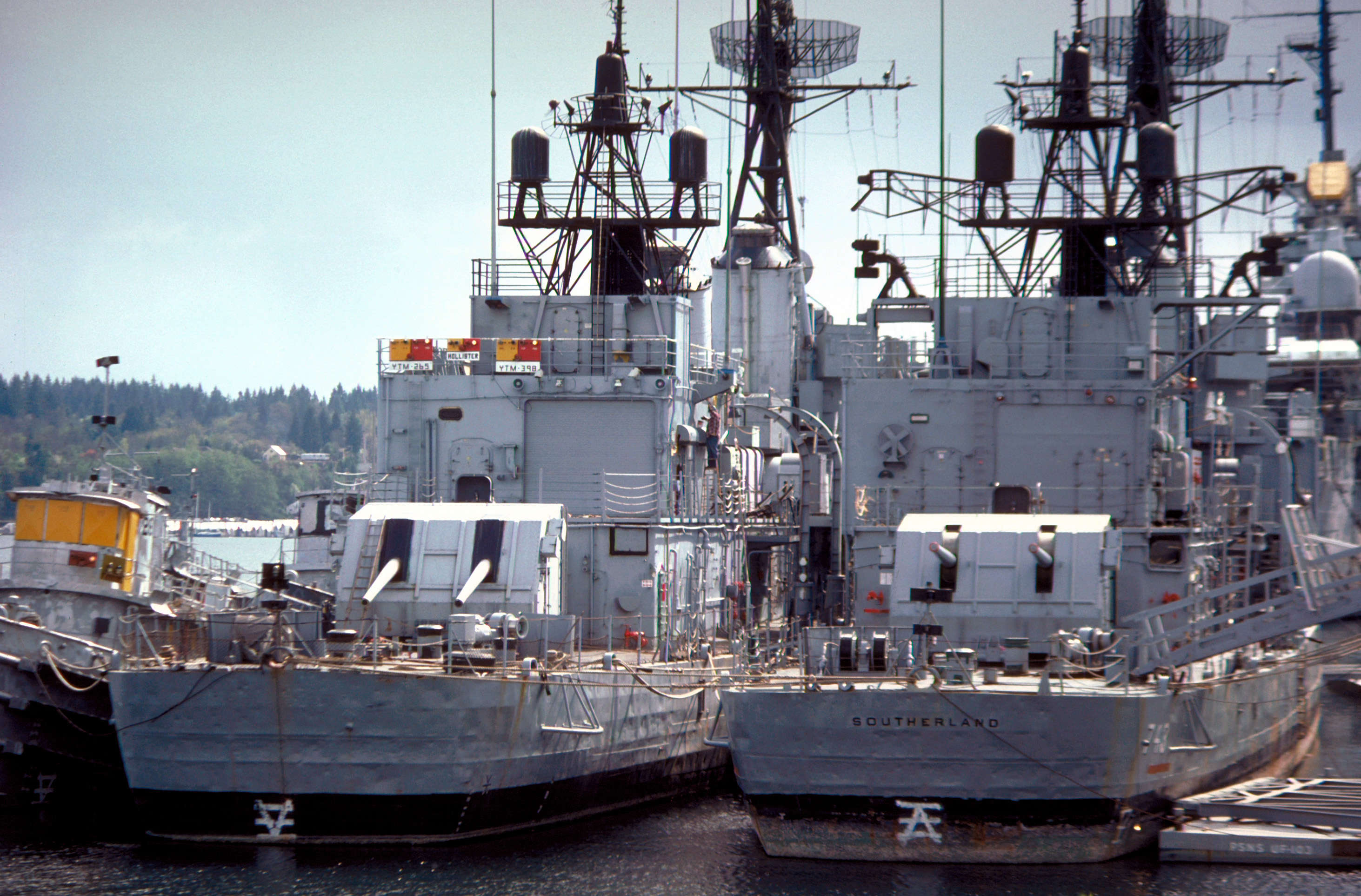
Các tàu khu trục bị loại biên Hollister và Southerland tại Puget Sound, 1981.

Hoàn tất một đợt đại tu vào năm 1972 với một cấu hình tên lửa hoàn toàn mới, Hollister rời cảng nhà cho lượt phục vụ thứ mười ám tại khu vực Tây Thái Bình Dương. Vào ngày 10 tháng 8, 1972, nó trở thành tàu chiến Hoa Kỳ đầu tiên bắn một tên lửa đất đối đất trong chiến đấu, tiêu diệt một vị trí đặt radar đối phương tại Bắc Việt Nam. Một ngày trước đó, trong một đợt bắn phá kéo dài ba ngày nhằm phá hủy một khu phức hợp kho chứa tại tỉnh Quảng Yên, chiếc tàu khu trục phải chịu đựng ít nhất 250 phát đạn pháo của đối phương; đơn vị đặc nhiệm của nó đã phá hủy được một kho đạn pháo lớn trong trận này. Chiếc tàu khu trục cũng đã bắn 193 quả đạn pháo 5 inch xuống các khẩu đội pháo bờ biển đối phương tại những công sự kiên cố trên đảo Hòn Mê, Thanh Hóa; mục tiêu bị tiêu diệt và đơn vị đặc nhiệm rút lui mà không chịu thiệt hại.
Hollister còn quay trở lại khu vực Tây Thái Bình Dương lần cuối cùng vào tháng 2, 1973. Nó tổng cộng đã được phái sang Viễn Đông 21 lần và tham gia vào hai cuộc xung đột lớn. Đến tháng 9, 1973, nó cùng các tàu chị em McKean (DD-784), Higbee (DD-806), De Haven (DD-727) và Henderson (DD-785) được điều sang lực lượng Hải quân Dự bị, phối thuộc cùng Hải đội Khu trục 27 đặt căn cứ tại Long Beach, California. Nó hoạt động như một tàu huấn luyện hải quân dự bị dành cho khoảng 124 học viên sĩ quan dự bị. Trong giai đoạn này nó duy trì tình trạng sẵn sàng chiến đấu ở mức độ cao nhằm đáp ứng mọi yêu cầu tác chiến nếu cần thiết. Con tàu duy trì một thủy thủ đoàn khoảng 212 người.
Hollister được cho xuất biên chế vào tháng 9, 1979. Tên nó được rút khỏi danh sách Đăng bạ Hải quân vào ngày 31 tháng 8, 1979.

### ROCSShao Yang(DDG-929)
Chiếc tàu khu trục được chuyển cho Đài Loan vào ngày 3 tháng 3, 1983, và tiếp tục phục vụ cùng Hải quân Trung Hoa dân quốc như là chiếc ROCS Shao Yang (DDG-929). Nó được cho ngừng hoạt động tại cảng Cao Hùng vào ngày 1 tháng 6, 2004.